# Desa Pamekaran (administrativ by i Indonesien, lat -6,84, long 107,85)
Desa Pamekaran är en administrativ by i Indonesien.   Den ligger i provinsen Jawa Barat, i den västra delen av landet, 130 km sydost om huvudstaden Jakarta.